# Jorginho (futebolista, 1974)
Jorge Augusto da Cunha Gabriel, mais conhecido como Jorginho (Belém do Pará, 19 de outubro de 1974), é um ex-futebolista de areia brasileiro. Teve grande destaque Vasco da Gama. É um dos principais artilheiros da história da seleção brasileira de futebol de areia.

## Início
"Eu nasci em Belém e vim pro Rio ainda bebê. Sempre joguei na praia e em um desses campeonatos de futebol de praia (11 na linha), fui campeão e eleito o melhor jogador. Isso aconteceu justamente quando começou o beach soccer e o Júnior me viu jogando e me chamou pra jogar na Seleção. Aí começou a minha vida no beach soccer, uma aventura que se transformou na minha paixão em profissão desde 1994" – diz o próprio Jorginho.

## Títulos
Vasco da Gama
- Campeão do Mundialito de Clubes (2011)
- Bicampeão da Copa Libertadores (2016, 2017)
- Campeão do Campeonato Brasileiro (2017)
- Bicampeão da Copa Brasil (2012, 2014)
- Campeão do Circuito Brasileiro de Futebol de Areia (2013/14)
- Campeão da I Etapa do Circuito Brasileiro de Futebol de Areia - Vitória (ES) (2013)
- Campeão da IV Etapa do Circuito Brasileiro de Futebol de Areia - Serra (ES) (2014)
- Campeão do Torneiro Rio-São Paulo (2010)
- Tetracampeão do Campeonato Carioca (1999, 2003, 2014 e 2018)[2]
- Campeão do Desafio Fair Play de Beach Soccer (2013)

Krystall
- Campeão do Campeonato Russo de Beach Soccer (2013)

Seleção Brasileira
- Octacampeão da Copa do Mundo de Futebol de Areia (1996, 1997, 1998, 1999, 2000, 2002, 2003, 2004)
- Tricampeão das Eliminatórias para a Copa do Mundo de Futebol de Areia (2005, 2006, 2011)
- Heptacampeão do Mundialito de Futebol de Praia (1996, 1997, 1999, 2000, 2001, 2004, 2011)
- Campeão do Campeonato Sul-Americano de Beach Soccer (2016)
- Eneacampeão da Copa América (1994, 1995, 1996, 1997, 1998, 1999, 2003, 2012, 2013)
- Campeão da Copa das Nações de Beach Soccer (2013)
- Campeão da Copa Ciudad de Encarnación (2012)
- Campeão da Miami Cup (2011)
- Ouro nos Jogos Sul-Americanos de Praia (2011).

## Campanhas de Destaque
Vasco da Gama
- Vice-campeão da Copa do Brasil (2011)
- Terceiro lugar no Mundialito de Clubes de Futebol de Areia (2012, 2013)
- Terceiro lugar na III Etapa do Circuito Brasileiro de Futebol de Areia - São Luís (MA) (2014)

Krystall
- Vice-campeão do Campeonato Russo de Beach Soccer (2012)

Seleção Brasileira
- Vice-campeão da Copa do Mundo FIFA (2011)
- Vice-campeão da Copa Intercontinental (2011, 2012)
- Terceiro lugar na Copa do Mundo de Futebol de Areia (2005, 2013)
- Terceiro lugar nas Eliminatórias para a Copa do Mundo de Futebol de Areia (2013)

## Prêmios Individuais
- Terceiro maior artilheiro da Seleção Brasileira
- 3 vezes eleito Melhor Jogador do Mundo
- Melhor jogador e artilheiro das Eliminatórias da Copa do Mundo de 2006
- Bola de ouro na Copa do Mundo FIFA de Beach Soccer (melhor marcador): 1999, 2004
- Mundialito MVP: 2004
- Eleito 'Melhor Jogador' do Campeonato Mundial (2004/1999).

## Ver Também
- Futebol de areia
- Seleção Brasileira de Futebol de Areia